# The Cloud Dream Of The Nine
『The Cloud Dream of the Nine』（ザ・クラウド・ドリーム・オブ・ザ・ナイン）はオム・ジョンファ の10枚目のフルアルバム。2017年12月15日にMystic Entertainmentより先行で4曲のみオンラインでリリースされた後、2017年12月26日に前年に発表されたミニアルバムに収録された4曲と「She」を併せた9曲のフルアルバムとして、CDとオンラインで発表された。

## 収録曲
1. Oh Yeah (feat. 종현）
2. Dreamer
3. Watch Me Move
4. ネットの森 (原題：버들숲）
5. Delusion (feat.  이효리)
6. So What
7. Ending Credit (活動曲）
8. Photographer (feat. 정려원)
9. She